# ماسک سیاه ۲: شهر ماسک‌ها
ماسک سیاه ۲: شهر ماسک‌ها (به انگلیسی: Black Mask 2: City Of Masks) فیلمی رزمی محصول سال ۲۰۰۲ میلادی است.
در این فیلم اندی آن و اسکات ادکینز بازی کرده است.